# Reinhold Robbe
Reinhold Robbe (* 9. Oktober 1954 in Bunde) ist ein ehemaliger deutscher Politiker (SPD) und Politikberater. Von 1994 bis 2005 war er Mitglied des Deutschen Bundestages und anschließend bis Mai 2010 dessen Wehrbeauftragter. Von 2010 bis 2015 war er Präsident der Deutsch-Israelischen Gesellschaft.

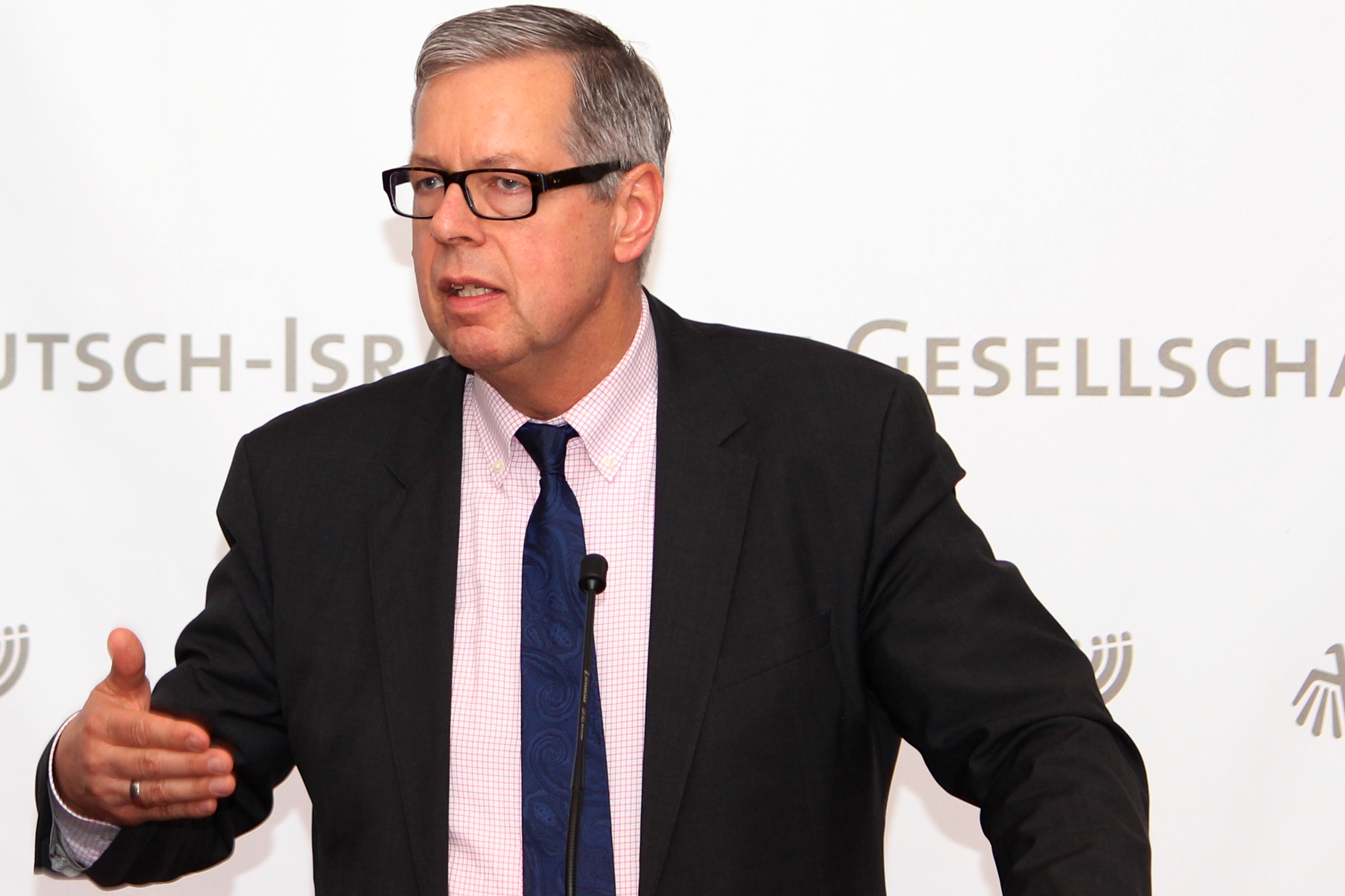
Reinhold Robbe 2014

## Leben

### Ausbildung und Beruf
Nach dem Hauptschulabschluss 1970 besuchte Robbe drei Jahre lang eine berufsbildende Schule und legte 1973 die Kaufmannsgehilfenprüfung an der IHK Hannover ab. Er war dann von 1974 bis 1975 als Verlagskaufmann bei der Zeitung Rheiderland tätig und leistete anschließend bis 1976 Zivildienst. Von 1976 bis 1986 war er Betriebsratsvorsitzender bei der Lebenshilfe Leer und von 1986 bis 1994 Pressesprecher und Geschäftsführer beim SPD-Bezirk Weser/Ems.
Von 2012 bis 2014 war Robbe Geschäftsführer des Deutschen privaten Instituts für Demokratieentwicklung und Sicherheit (DIDES GmbH). Seit 2013 ist er Honorarkonsul der Republik Ruanda in Deutschland.

### Politik
Seit 1970 ist er Mitglied der SPD. Er war in der Zeit von 1979 bis 1987 Vorsitzender des SPD-Kreisverbandes Leer. Von 1976 bis 1991 gehörte er dem Gemeinde- und Samtgemeinderat von Bunde an.

#### Abgeordneter
Er war von 1994 bis 2005 Mitglied des Deutschen Bundestages. Hier gehörte er dem Vorstand der SPD-Bundestagsfraktion an und war seit November 2002 Vorsitzender des Verteidigungsausschusses. Er war zudem „Lotse“ (Vorsitzender) der SPD-Küstengang. Robbe zog stets über die Landesliste Niedersachsen in den Bundestag ein.
Im Oktober 2012 bewarb er sich parteiintern als SPD-Kandidat für den Bundestagswahlkreis Berlin-Treptow – Köpenick für die Wahl zum 18. Deutschen Bundestag 2013, unterlag aber in einer Mitgliederbefragung Matthias Schmidt.

#### Wehrbeauftragter
Am 14. April 2005 wurde er (als erster ehemaliger Zivildienstleistender) zum Wehrbeauftragten des Deutschen Bundestages gewählt und am 12. Mai 2005 vereidigt.
Am 20. März 2007 bezeichnete Robbe die Verhältnisse in deutschen Kasernen aufgrund der finanziellen Unterversorgung bei der Instandhaltung der Unterkünfte und bei der Besoldung der Soldaten als skandalös: „Zwei Drittel von ihnen gehören zu den unteren Einkommensgruppen.“ Außerdem empfahl er, die Anforderungen durch Auslandseinsätze nicht einfach auszubauen. „In jedem Einzelfall gilt es zu prüfen, ob die Bundeswehr zu stark belastet oder gar überfordert ist.“ Zum Abschluss seiner fünfjährigen Amtszeit als Wehrbeauftragter erneuerte er im März 2010 seine Kritik. Dem Inspekteur des Sanitätsdienstes warf er „klares Versagen“ vor. Angesichts der Ausweitung der Auslandseinsätze und gestiegener Patientenzahlen fehlten seiner Meinung nach 600 Ärzte. Außerdem bemängelte er die Ausrüstung der Bundeswehr und die schlechte Ausbildung der Rekruten.
Zudem warf er im Frühjahr 2010 der militärischen Führungsriege vor, dass sie etliche Probleme im Hinblick auf den Afghanistan-Einsatz beschönigt habe. „Wer goldene Sterne links und rechts trägt, der muss auch mal den Mund aufmachen.“
Am 19. Mai 2010 wurde Robbe aus seinem Amt als Wehrbeauftragter verabschiedet. Sein Nachfolger wurde der FDP-Politiker Hellmut Königshaus.

#### Ehrenämter
Robbe war Vizepräsident der Deutsch-Israelischen Gesellschaft bis Oktober 2010 und folgte anschließend Johannes Gerster im Amt des Präsidenten der Deutsch-Israelischen Gesellschaft nach seiner Wahl auf der Hauptversammlung in Erfurt. Nach seinem Rücktritt 2015 wurde der frühere FDP-Politiker Hellmut Königshaus zum Nachfolger bestimmt.
Er ist weiterhin Vizepräsident der Deutschen Atlantischen Gesellschaft. Seit 2009 gehört Robbe der Gesamtsynode der Evangelisch-reformierten Kirche (Landeskirche) an. Robbe ist Mitglied im Beirat des American Jewish Committee Berlin und seit 2012 Mitglied im Stiftungskuratorium von AMCHA Deutschland.
Auch nach seinem Ausscheiden aus dem Amt des Wehrbeauftragten engagierte sich Robbe weiter für die Belange deutscher Soldaten, etwa im Runden Tisch „Solidarität mit Soldaten“, als Schirmherr des Vereins ‘Frontkultur’ zur Förderung des Dialogs zwischen Soldaten und der Zivilgesellschaft, sowie als Co-Gastgeber einer Gesprächsrunde mit Führungspersönlichkeiten über die öffentliche Wahrnehmung der Streitkräfte. Robbe unterstützte die Initiative DDR-Militärgefängnis Schwedt e. V., die sich um die Aufarbeitung der Geschichte des ehemaligen DDR-Militärgefängnisses in Schwedt bemüht.
Als Honorarkonsul der Republik Ruanda setzt sich Robbe für Austausch- und Kooperationsprojekte zwischen Ruanda und Deutschland ein, u. a. durch Bildungs- und Empowerment-Projekte für Frauen und Jugendliche.
Des Weiteren ist Robbe im Kuratorium des 'Deutsch-Aserbaidschanischen Forums.

#### Ausspionierung durch den iranischen Geheimdienst
2017 verurteilte das Berliner Kammergericht einen aus Pakistan stammenden Studenten wegen geheimdienstlicher Agententätigkeit zu einer Freiheitsstrafe von vier Jahren und drei Monaten. Er hatte unter anderem Robbe, hauptsächlich wegen seiner Funktion als Präsident der Deutsch-Israelischen Gesellschaft, im Auftrag eines iranischen Geheimdienstes ausgespäht. Der Student soll im Auftrag der Al-Quds-Einheit operiert und für den Kriegsfall leicht zu treffende Anschlagsziele ausgekundschaftet haben.
Das Auswärtige Amt bestellte am 22. Dezember den iranischen Botschafter Ali Majedi ein, um scharf gegen die Agententätigkeit von Syed Mustafa H. zu protestieren.

### Privates
Robbe ist evangelisch-reformiert und lebt mit dem Regisseur und Kurator Freo Majer in einer eingetragenen Lebenspartnerschaft.

## Auszeichnungen
- 2006: Ritter der französischen Ehrenlegion für seine Verdienste um die deutsch-französische und europäische Zusammenarbeit im Bereich der Sicherheitspolitik
- 2009: Bernhard-Weiß-Medaille des Bundes Jüdischer Soldaten
- 2010: Großes Goldenes Ehrenzeichen für Verdienste um die Republik Österreich[21]
- 2010: Goldenes Ehrenabzeichen des Verbandes der Reservisten der Deutschen Bundeswehr
- 2010: Großes Verdienstkreuz der Bundesrepublik Deutschland
- 2012: Europäischer Kultur-Kommunikationspreis
- 2017: Heinz-Galinski-Preis